# Gulliver Nunatak
Gulliver Nunatak är en nunatak i Antarktis. Den ligger i Västantarktis. Argentina, Chile och Storbritannien gör anspråk på området. Toppen på Gulliver Nunatak är 575 meter över havet.
Terrängen runt Gulliver Nunatak är kuperad åt nordväst, men åt sydost är den platt. Trakten är obefolkad. Det finns inga samhällen i närheten.